# 克拉玛依市文博院
克拉玛依市文博院，挂克拉玛依展览馆的牌子，又称克拉玛依博物馆，原名克拉玛依油田矿史陈列馆、克拉玛依矿史博物馆，是中华人民共和国新疆维吾尔自治区克拉玛依市的博物馆，位于克拉玛依区准噶尔路。
克拉玛依市文博院（展览馆）于1983年建成。到2024年，馆藏5000余件（套）藏品，其中83件（套）为珍贵文物。克拉玛依市文博院（展览馆）是国家二级博物馆、全国爱国主义教育示范基地、新疆维吾尔自治区特色博物馆。

## 建馆历史
1982年，克拉玛依矿史陈列馆开始建立。次年7月，位于克拉玛依市东郊的克拉玛依矿史陈列馆建成开放。彼时，陈列馆面积超2700平方米，展厅（馆）分为序厅、50年代·艰苦创业馆、60年代·迎难而上馆、70年代·夺油会战馆、80年代·改革腾飞馆。展出超过130件实物、超过230件样品、300多幅照片、30余幅图表、等不同形式的展品，还有克拉玛依油田开发初期的办公室、地窖宿舍等附属设施。克拉玛依矿史陈列馆开馆后，胡耀邦、乔石等党和国家领导人先后参观过克拉玛依矿史陈列馆。1997年克拉玛依矿史陈列馆更名克拉玛依展览馆。2009年，克拉玛依展览馆加挂克拉玛依博物馆。
2020年底，中国博物馆协会公布第四批国家三级博物馆，克拉玛依博物馆位列其中。2020年以后，克拉玛依市文博院（展览馆）的作为该馆名称使用。2021年，中国共产党中央委员会宣传部公布一批全国爱国主义教育示范基地，其中包括克拉玛依博物馆。2021年到2023年间，克拉玛依市文博院征集到超过2100套藏品，以20世纪50年代到90年代的生活用品为主，包括照片、奖章证书等。2024年国际博物馆日，克拉玛依市文博院老物件陈列室开放。同时，克拉玛依市文博院（展览馆）入选新疆维吾尔自治区特色博物馆。同年8月，克拉玛依市文博院（展览馆）升为国家二级博物馆。

## 展览藏品

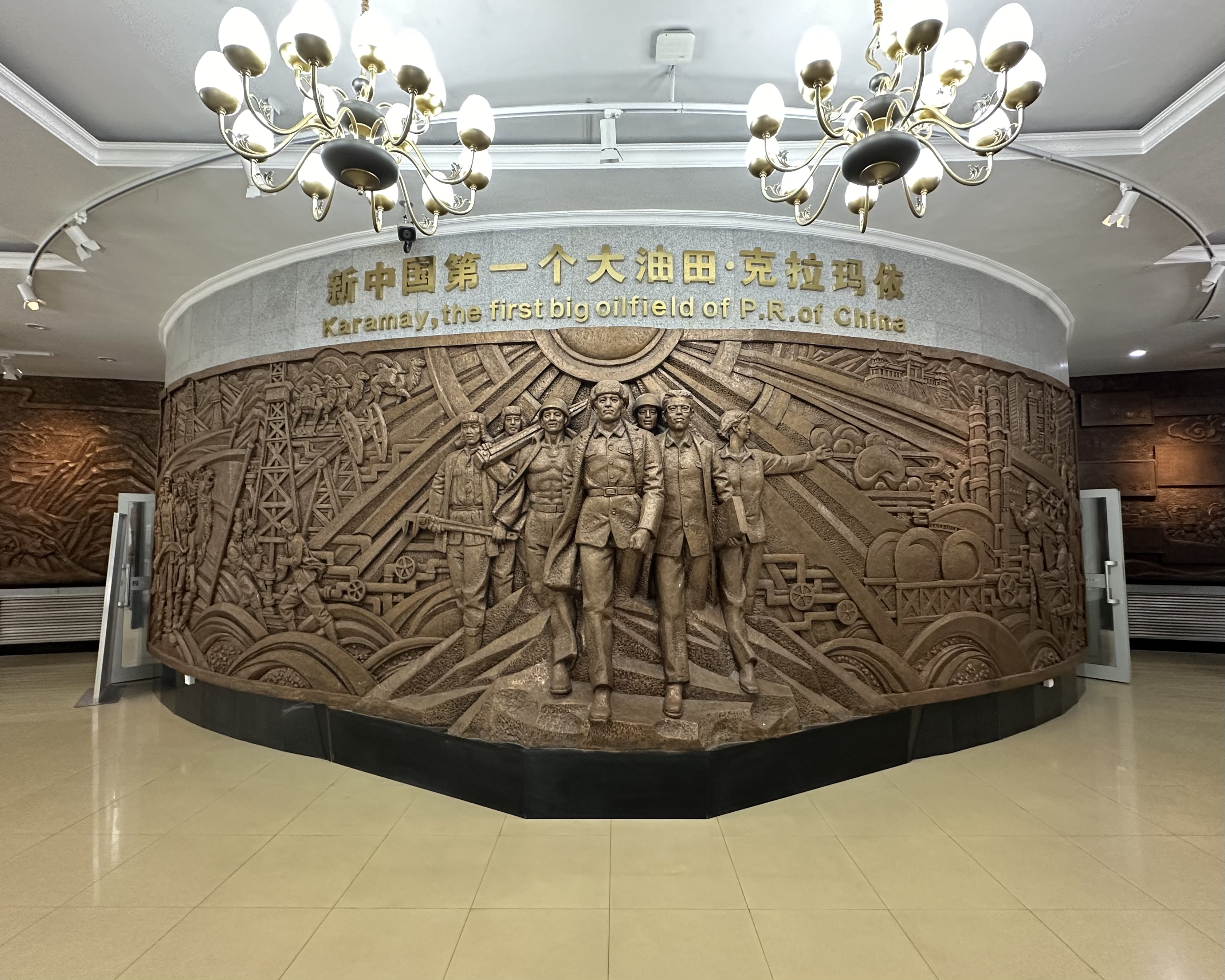
克拉玛依市文博院序言厅

克拉玛依市文博院占地面积大概4.4万平方米（2024年），建筑面积超过3800平方米，展厅面积近2750平方米。室内展厅展示了克拉玛依自史前时代到21世纪的发展，分为序言厅、远古探秘厅、萌芽初现厅、艰苦创业厅、改革发展厅、走进新时代展厅。序言厅有《克拉玛依之歌》的曲谱、新疆地质地貌浮雕等。远古探秘厅播放有远古克拉玛依及石油的形成的动画视频，也展出准噶尔翼龙属的再现模型等展品。萌芽初现厅以新疆石油产业的初现为主题，时代从清代末年到中华民国大陆时期，展出有新疆第一口油井、独山子第一套蒸馏釜还原复制品等展品。艰苦创业厅讲述了1949年新疆和平解放起，到1978年改革开放前，克拉玛依石油人的创业奋斗史，展出发掘克拉玛依一号井、开发克拉玛依油田等内容的文物、图片、模型。改革发展厅和走进新时代展厅讲述的是克拉玛依市在改革开放以后的城市发展。
克拉玛依市文博院共藏34套、155件国家一级文物；10件国家二级文物；39件国家三级文物（2024年）。除了室内展厅，克拉玛依市文博院的院内也有实物展出，包括贝乌40钻机、“开拓者”雕塑、创业者英雄墙、抽油机、卡车、拖拉机等，也包括新疆维吾尔自治区文物保护单位克拉玛依黑油山地窖。其中贝乌40钻机是自1950年代开始，一直到1979年完全被大庆130型钻机取代期间，克拉玛依油田长期使用的钻机。克拉玛依市文博院收藏的贝乌40钻机井架高42米，井架重近12吨，可深入地下1200米，提升40吨原油。展出的贝乌40钻机是2003年，从新疆石油管理局钻井公司征集而来。黑油山地窖是第一批石油钻探队于1950年代建立的生活和工作场所，随着1960年代地面建筑的增多而逐渐废弃。克拉玛依市文博院内的黑油山地窖是在原地窖的基础上，不改变原貌的情况下修缮而成。地窖内还原有办公桌、床等物件。
除了常设展览外，克拉玛依市文博院也会举办专题展，如“克拉玛依·城记：一座城市的荣耀与抱负”“聚星成火 砥砺前行—克拉玛依市博物馆馆藏精品展”等。

## 文创活动
2019年起，克拉玛依市文博院以锦旗、自制工具、指南针等文物为原型，开发出书签、茶具、冰箱贴等多种类型的博物馆文创产品。2023年，克拉玛依市文博院入选“全国文博百强文创产品单位”。
2023年，克拉玛依市文化体育广播电视和旅游局创排了剧目《岁月·克拉玛依博物馆之夜》，并在克拉玛依市文博院上演。剧目《岁月·克拉玛依博物馆之夜》以20世纪50到60年代的克拉玛依市为背景，以舞台剧、情景剧、快板、舞蹈等形式，还原石油工人的生活、创业的历史。剧目共演出超20次，近7000人观看。2024年7月，该剧目推出第二季《博物馆之夜·岁月》，第二季提升了剧目的内容、舞美设计、灯光效果等，故事也包括了20世纪70到80年代。

## 图库

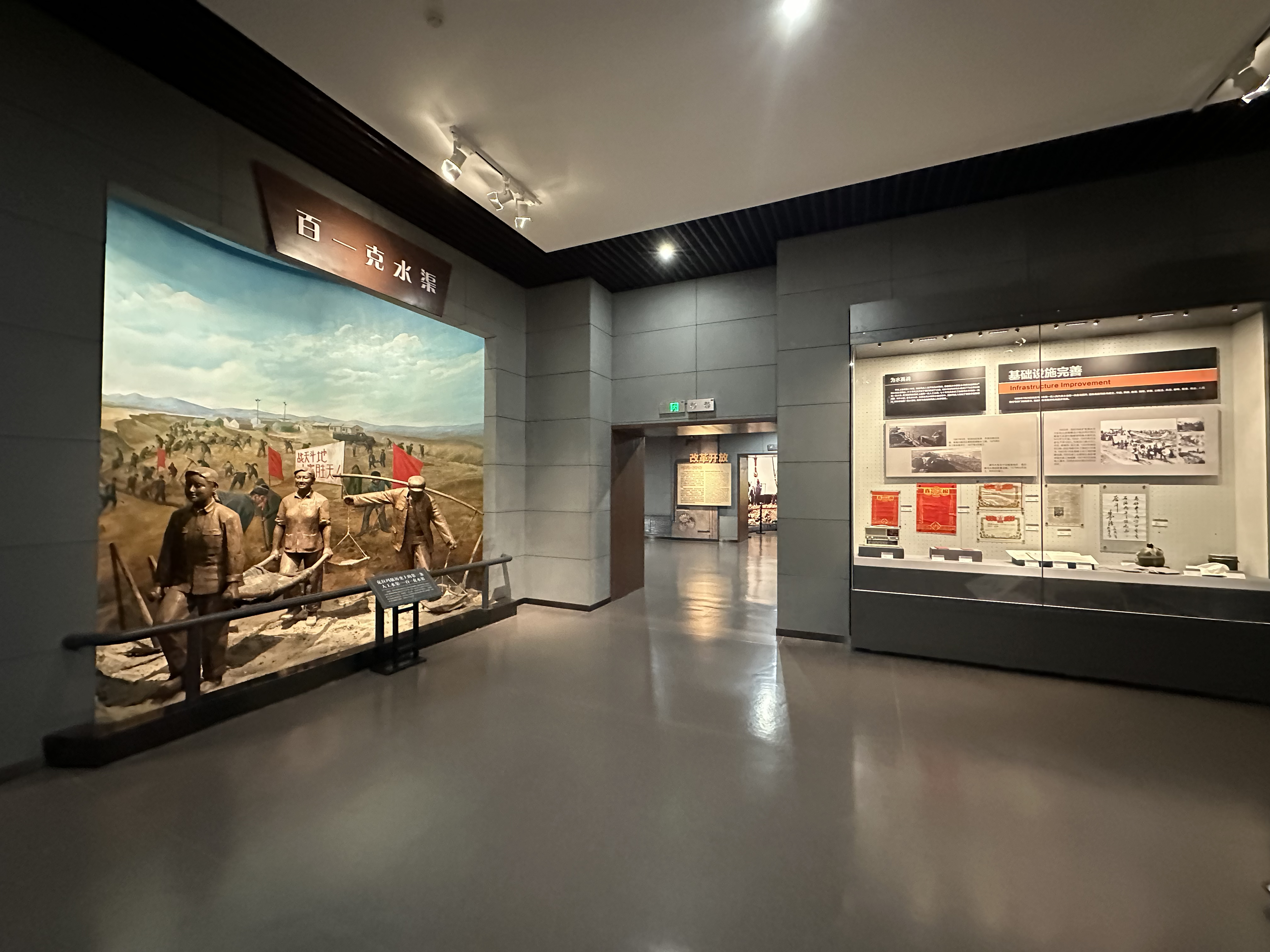
克拉玛依市文博院一角
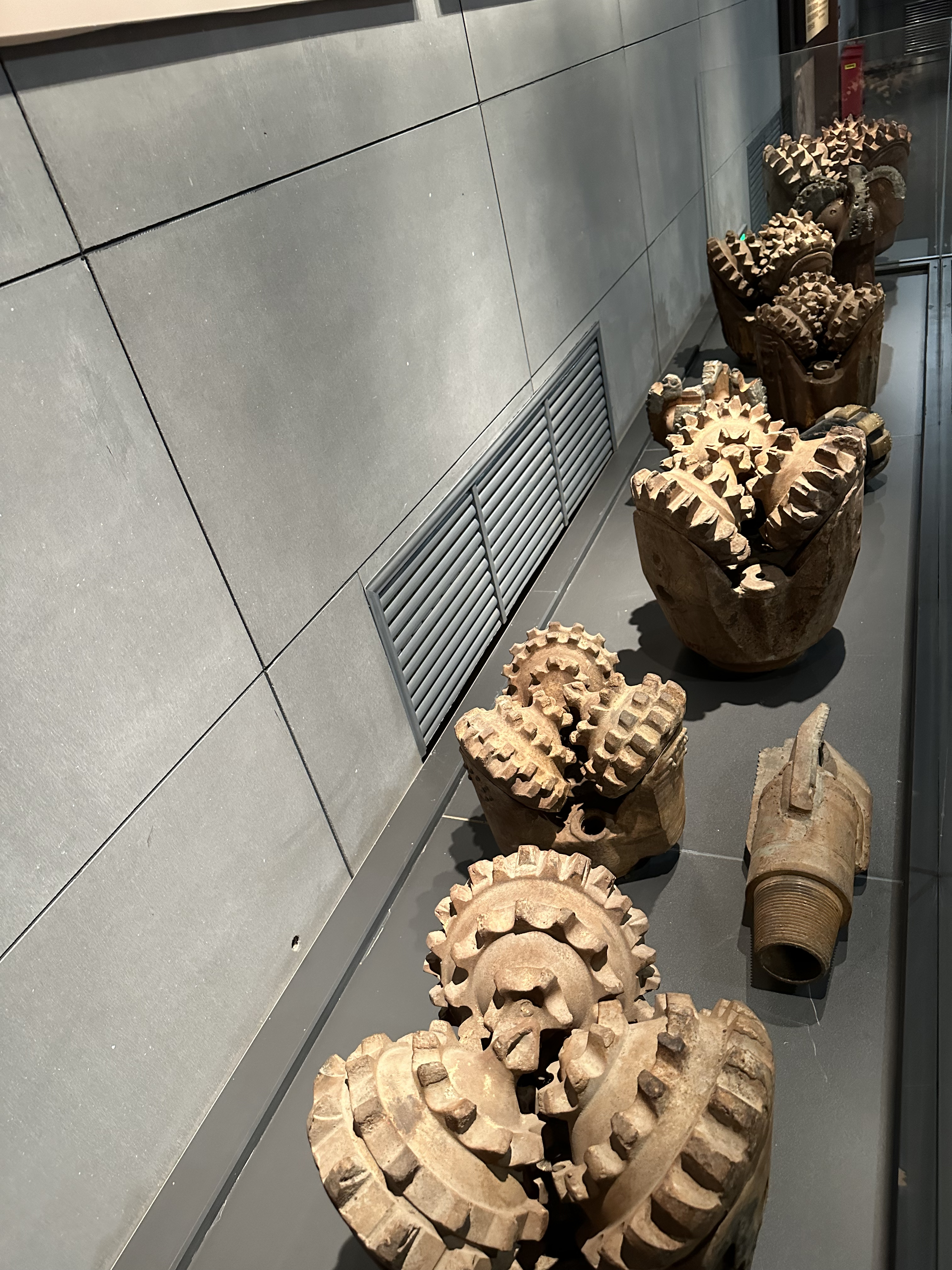
克拉玛依市文博院展出的钻头
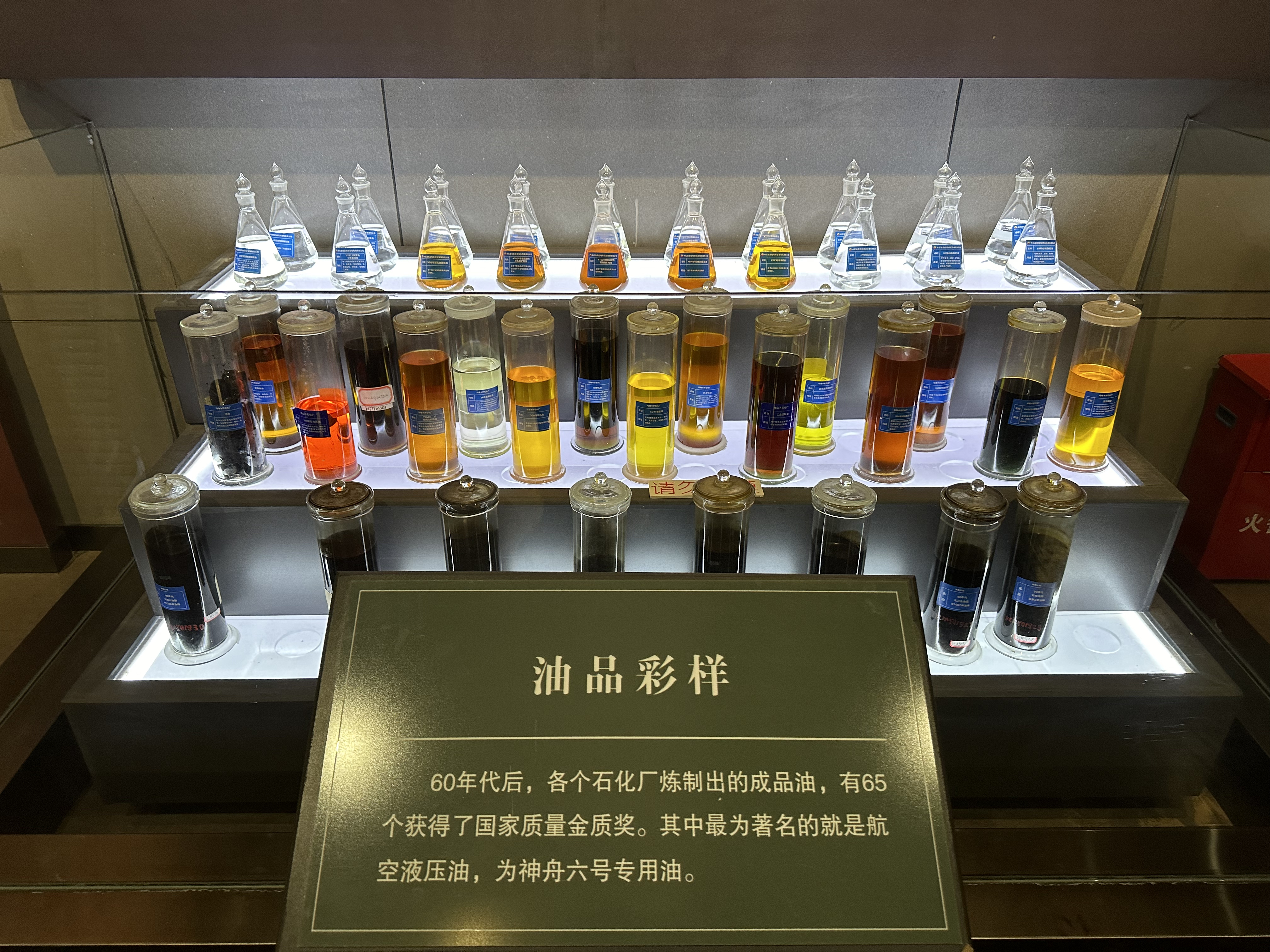
克拉玛依市文博院展出的油品彩样
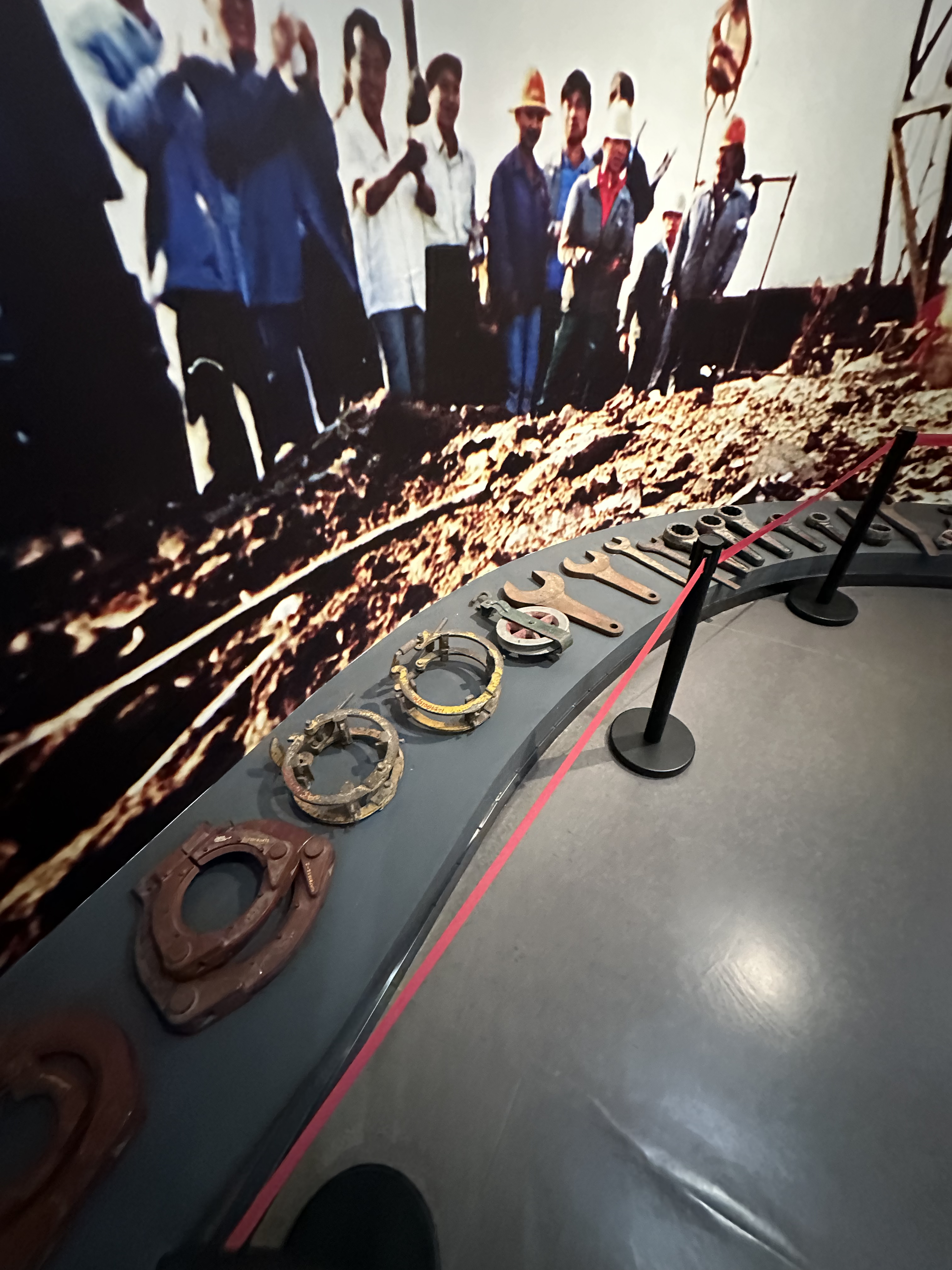
克拉玛依市文博院展出的管卡等工具
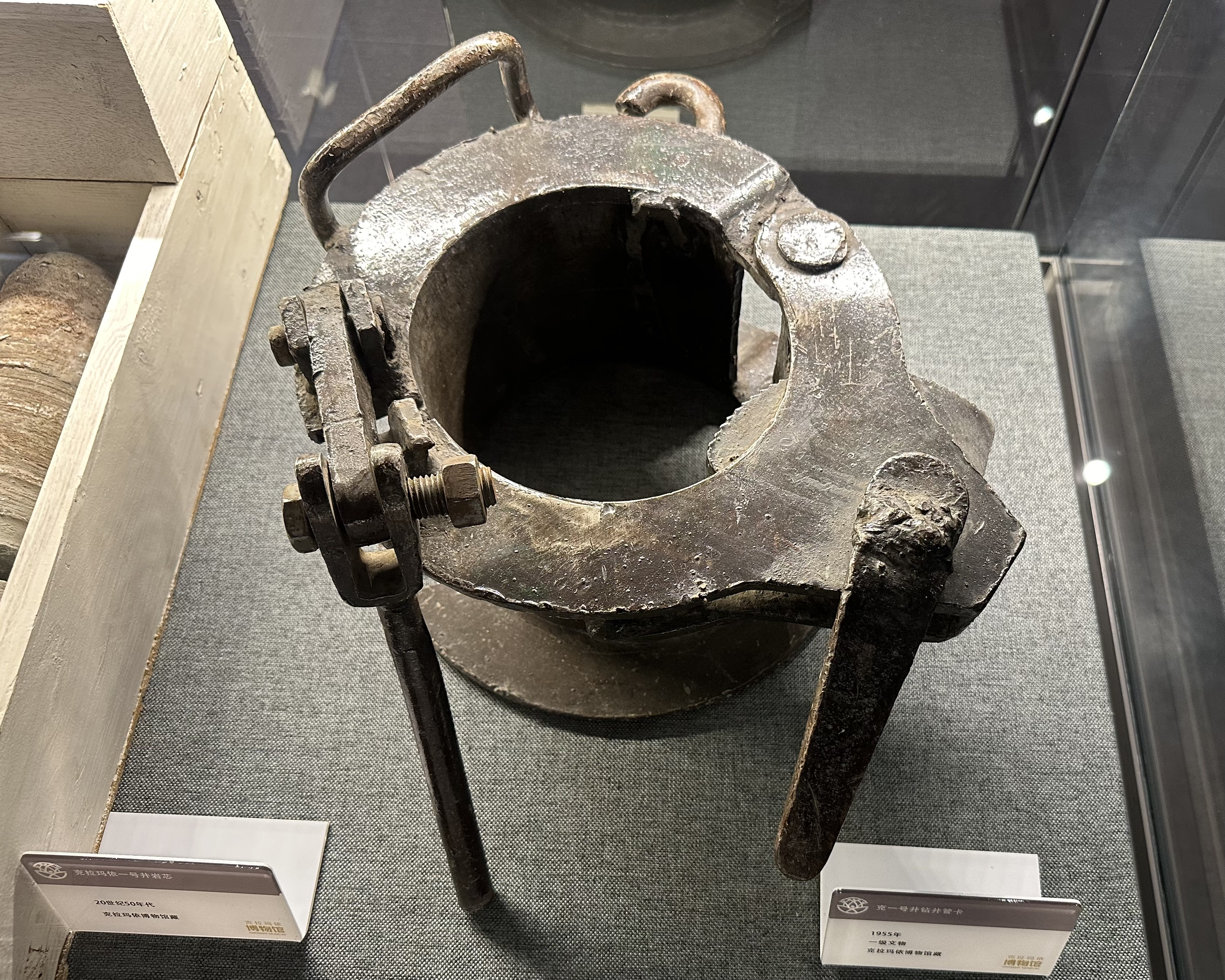
克一号井钻井管卡
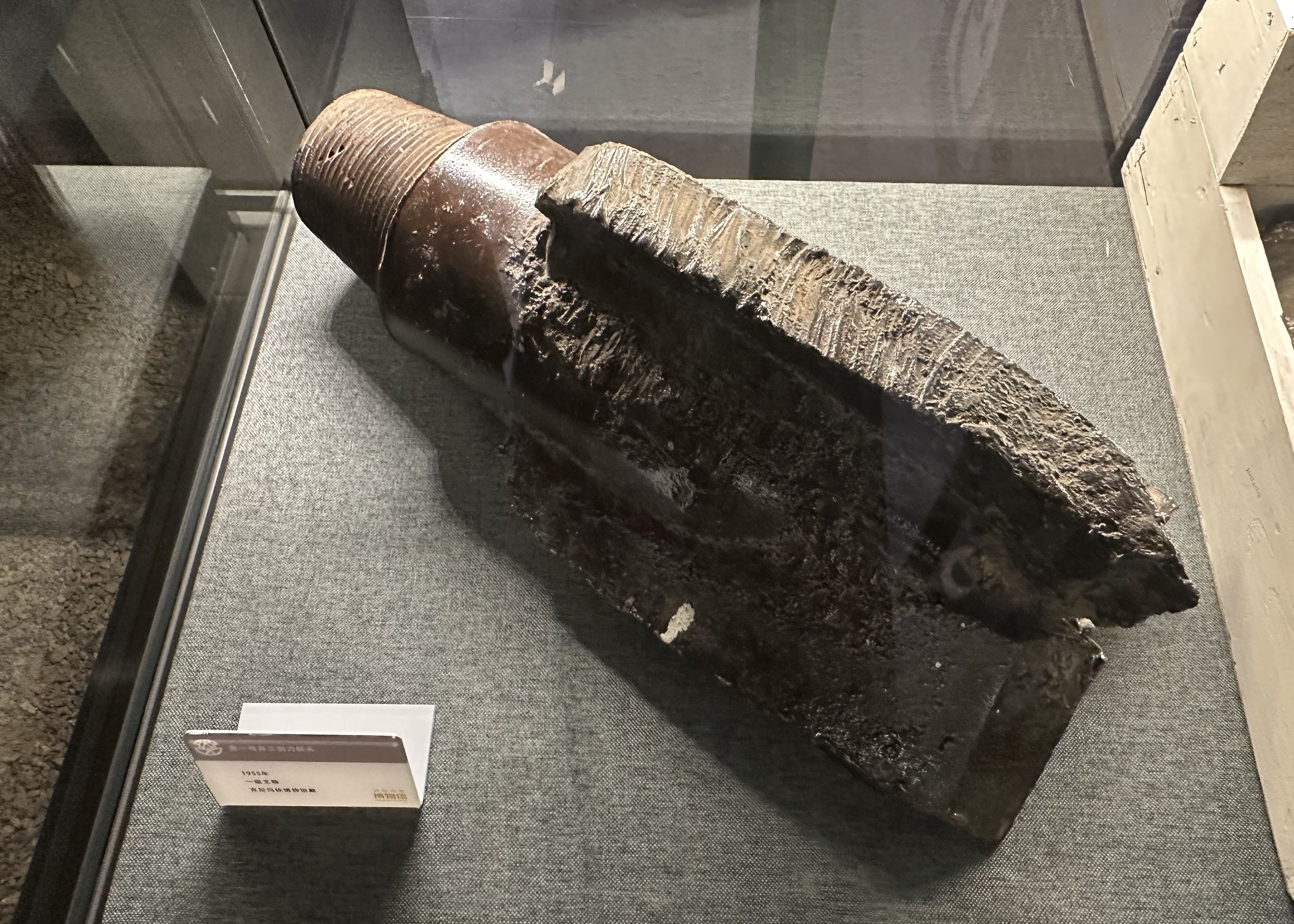
克一号井三刮刀钻头
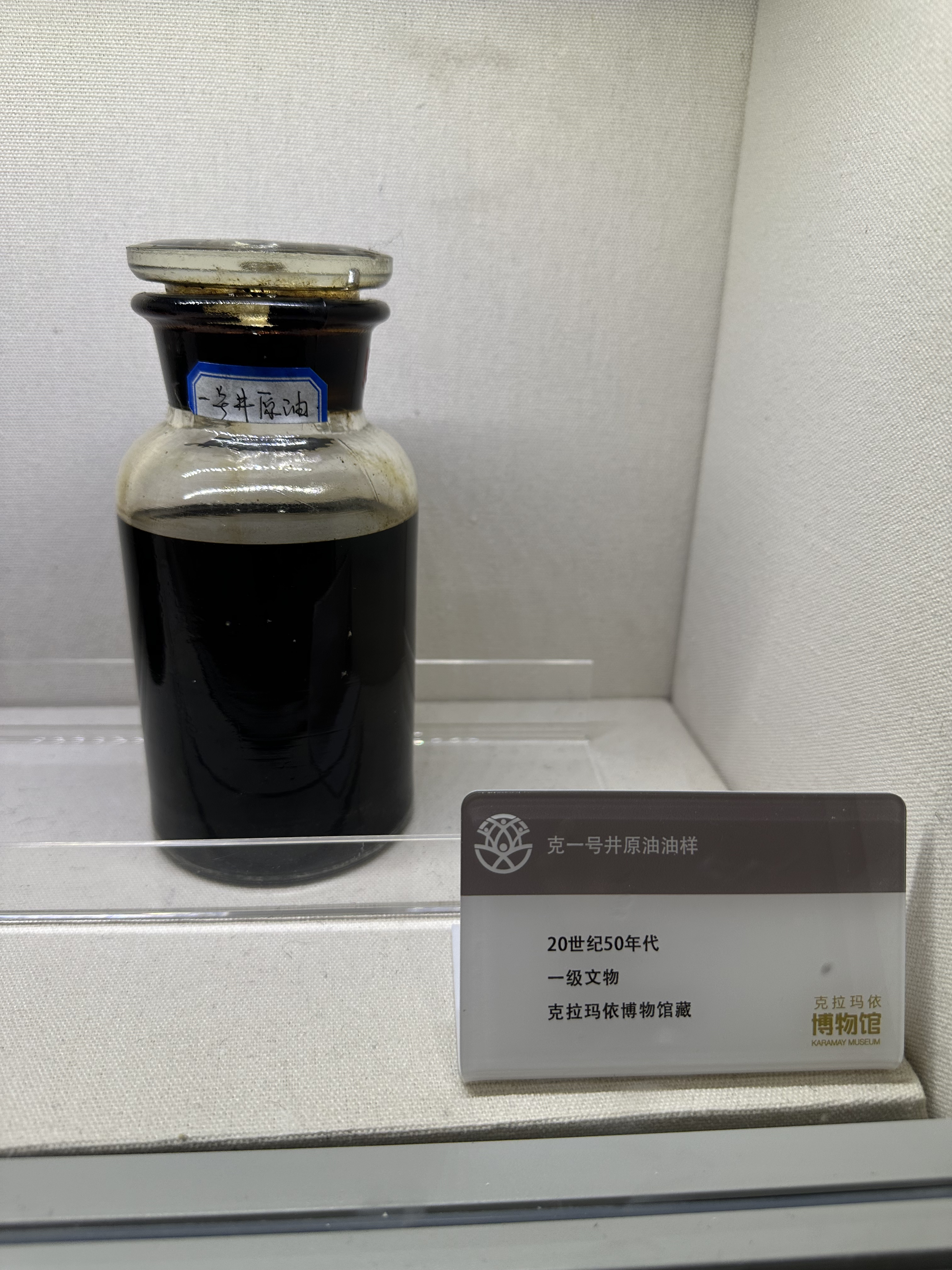
克一号井原油油样
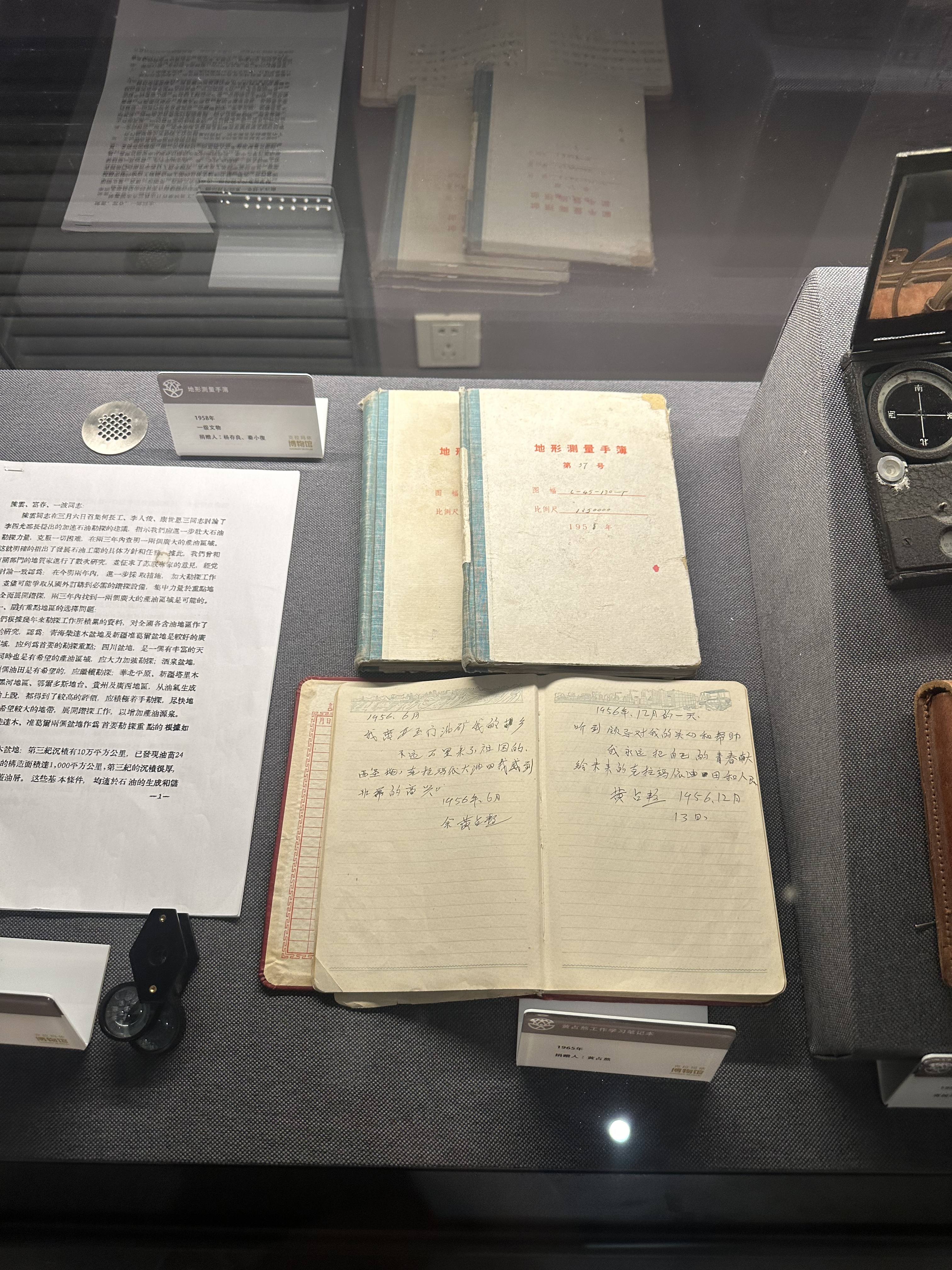
克拉玛依市文博院馆藏部分展品
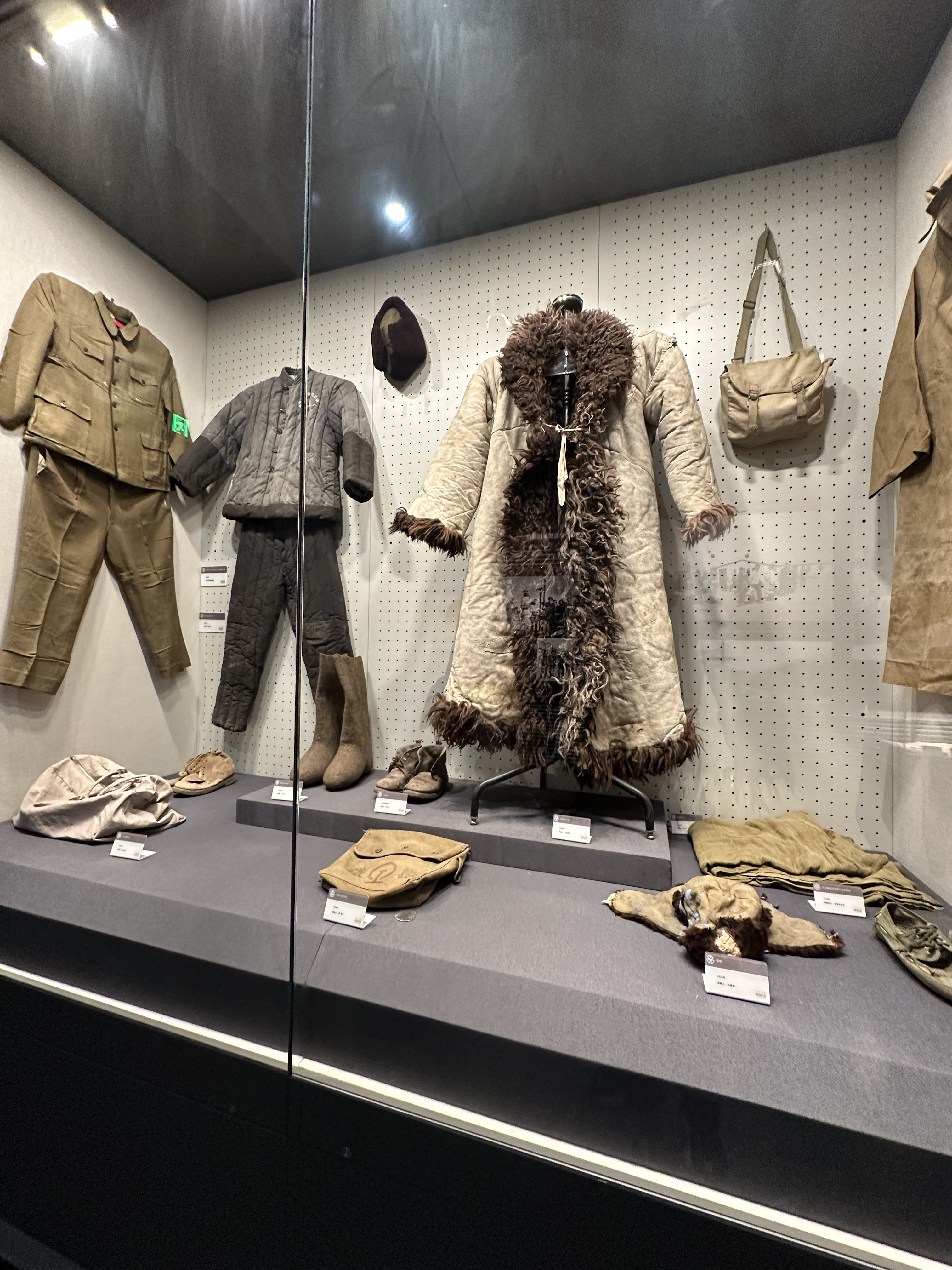
克拉玛依市文博院馆藏部分展品
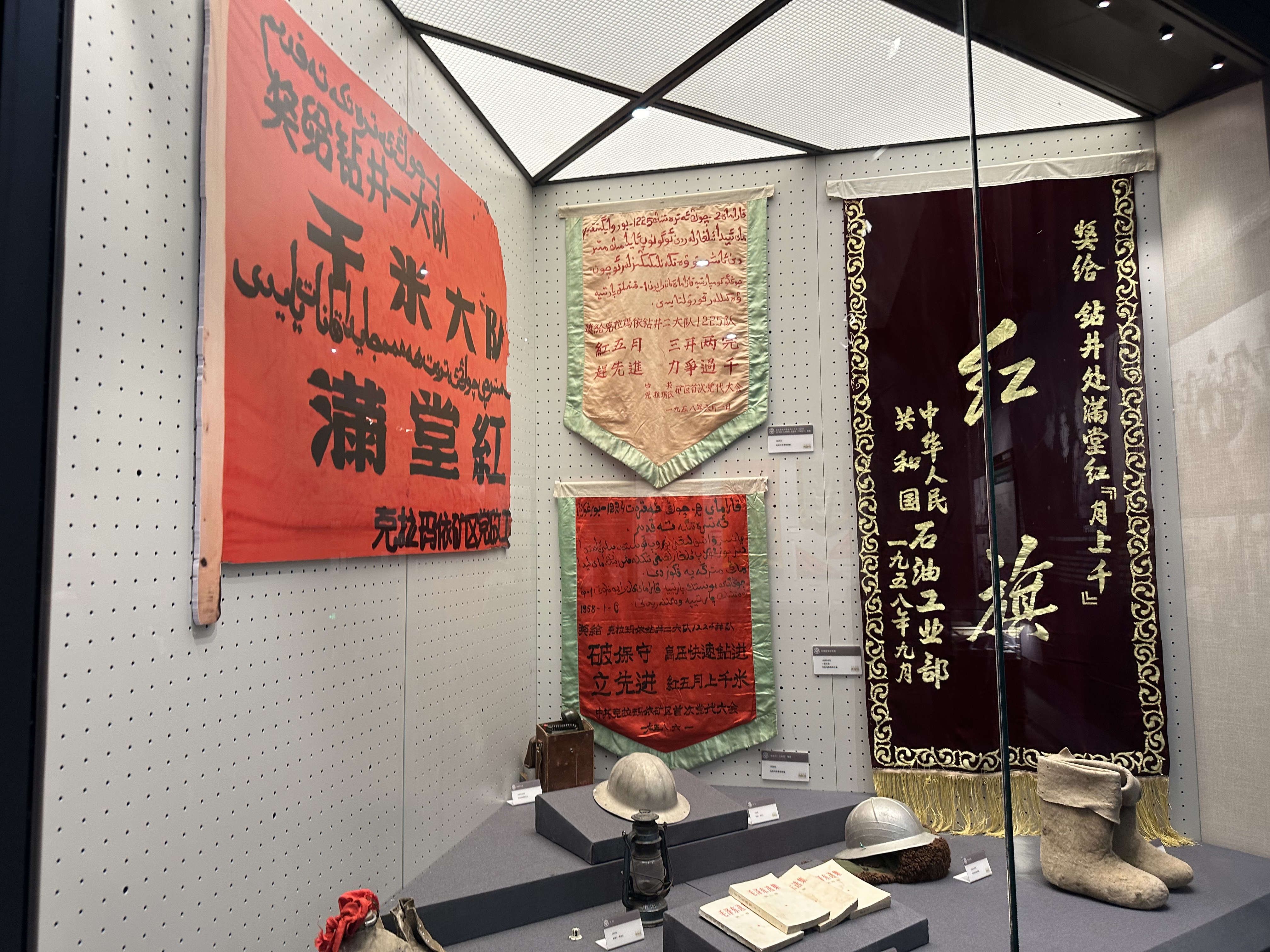
克拉玛依市文博院馆藏部分展品
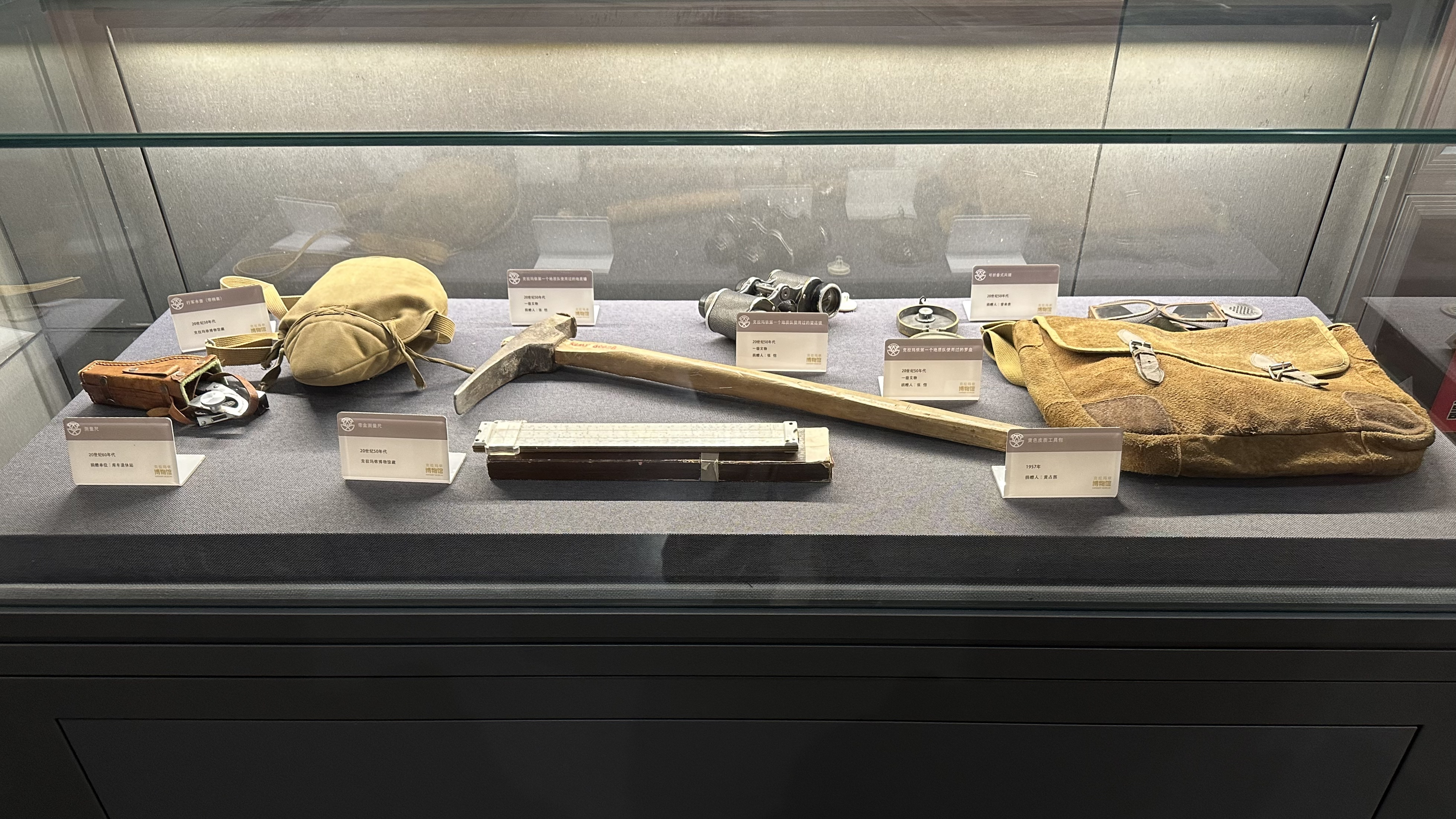
克拉玛依市文博院馆藏部分展品
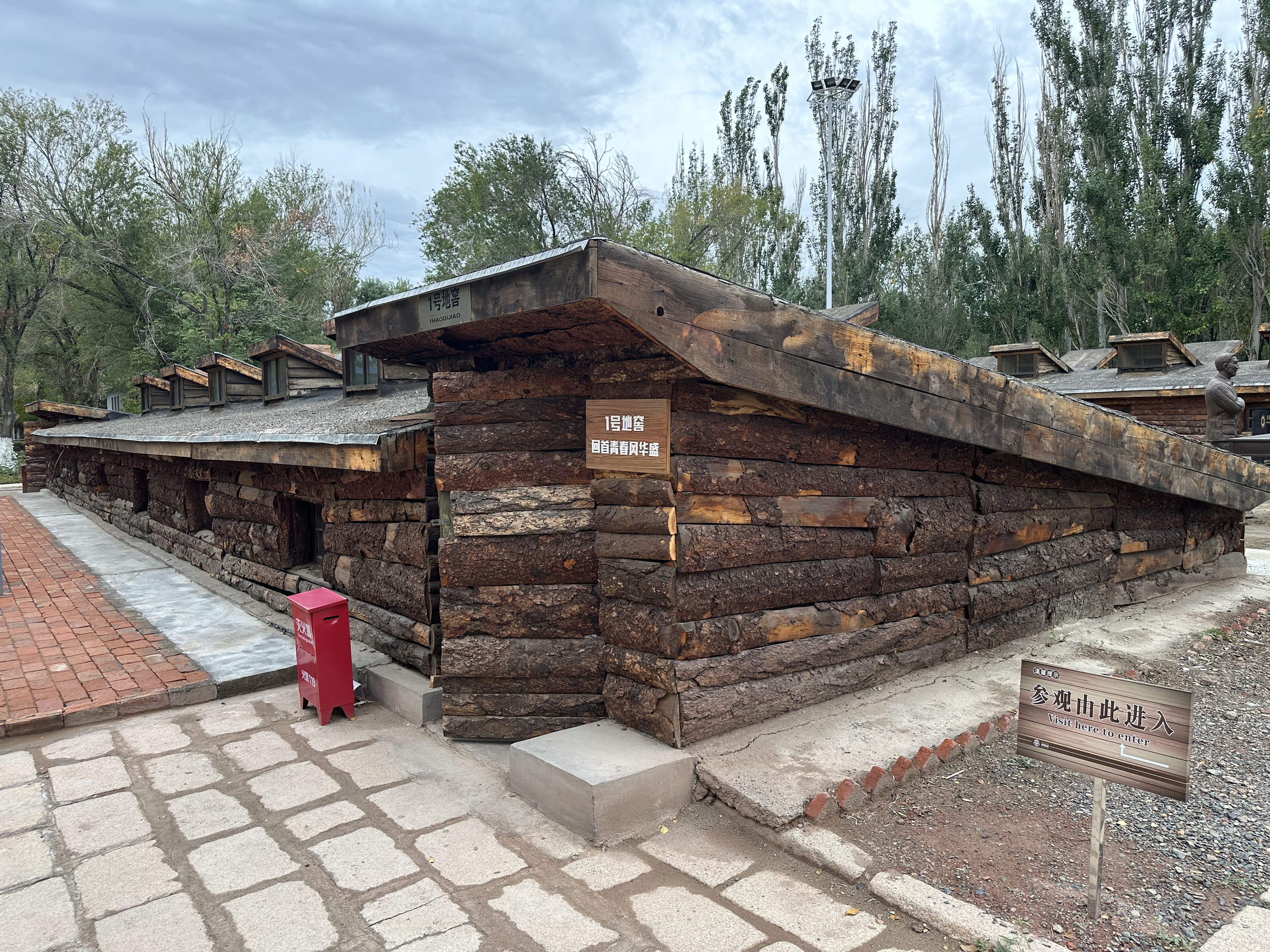
位于克拉玛依市文博院院内的克拉玛依黑油山地窖
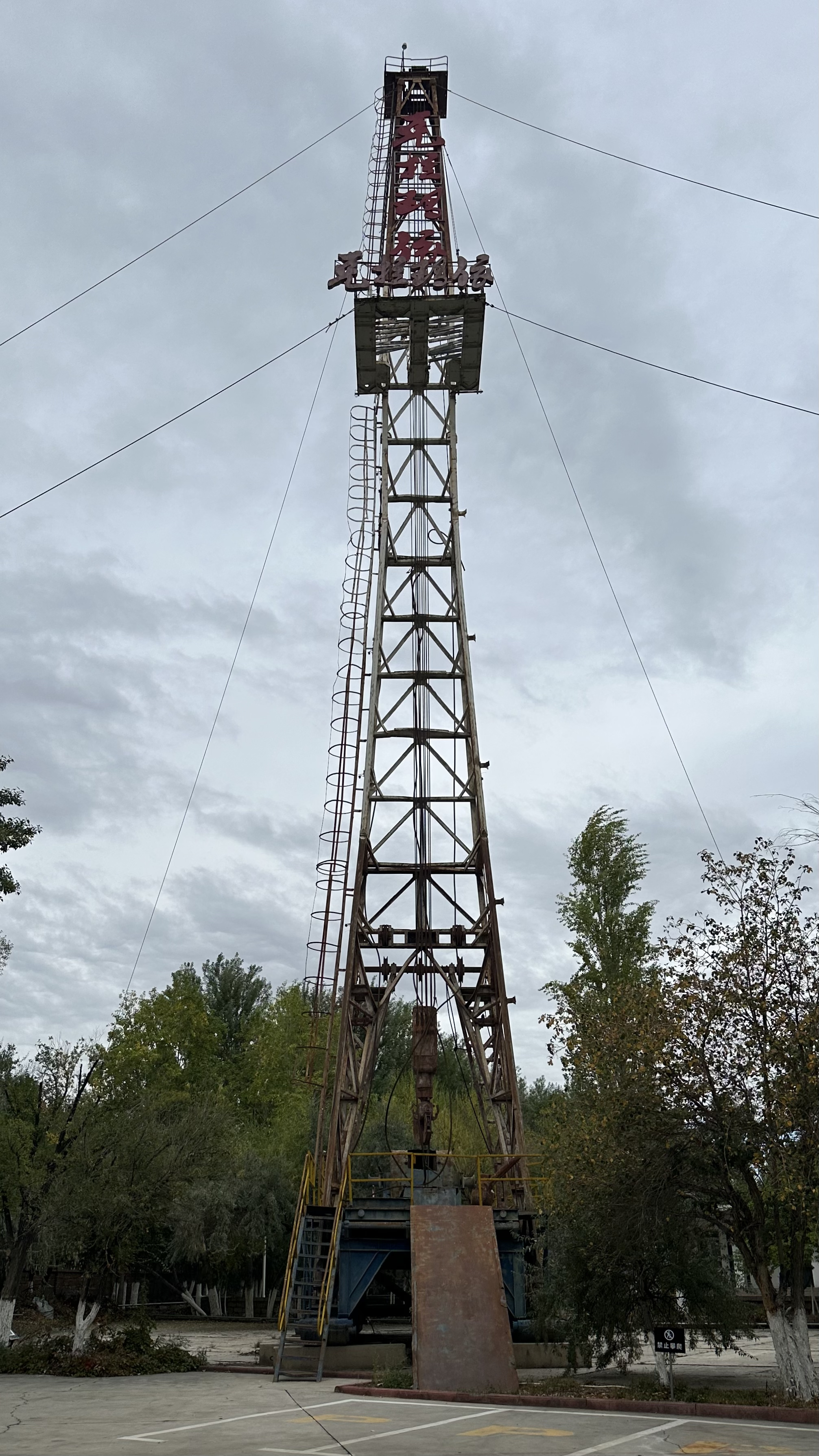
克拉玛依市文博院展出的贝乌40型钻机